# Dolichos tonkouiensis
Dolichos tonkouiensis är en ärtväxtart som beskrevs av Porteres. Dolichos tonkouiensis ingår i släktet Dolichos och familjen ärtväxter. Inga underarter finns listade i Catalogue of Life.